# Никац од Ровина
Никац од Ровина или Никола Томановић (између 1720. и 1726 – 1776) је чувени српски јунак из Црне Горе, рођен у селу Ровине у племену Цуце. Предак породице Томановићи Средан, који је био Дрекаловић (то тврди и стари етнолог Ердељановић у студији Племе Кучи) доселило се из Куча у Цуце у 16. вијеку. Нема тачног податка о датуму рођења и смрти овог јунака. Његош у пјесми Смрт Никца од Ровина у Огледалу србском наводи да је он погинуо око 1755. године, док већина историчара наводе 1776. годину као датум смрти. За вријеме битке на Предишу у Бјелицама 1756. године, Никац је имао нешто више од тридесет година, а погинуо са педесет година, по томе се закључује да је 1776. године погинуо.
Живио за вријеме владике Данила, владике Саве и владике Василија. По опису, Никац је био човјек невисоког раста, широк у раменима танака струка накострјешених обрвица, дугих бркова, великих црних очију са изразитим крвавим биљегом на десном оку. Лазар Томановић га наводи као Никца од Ровиња.

## Подвиг
Желећи да потчини Црну Гору султановој власти и да натјера Србе на плаћање харача, Осман-паша, ћехаја босанског везира у јесен 1756. године напада Црну Гору са три стране из правца Никшића, Грахова и Подгорице. Са главнином своје војске продире на Чево, гдје се састаје са војскама које су кренуле из Грахова и Подгорице. Црногорци су водили жестоку битку све док није пало Чево, тада је владика Василије пао у очајање. Предао је команду његушком војводи, те се уз помоћ калуђера Теодосија Марковића, пребацио се у Приморје а одатле у Сењску Ријеку.
Када је изгледало да нема више спаса, Никац је окупио четрдесет људи, и са њима упао у центар непријатељског логора. Претходно се договорио са сердаром Ђиканом, да када упадну у логор, он привуче војску Стажерскоме долу. Позвао је Арслан-агу Звиздића да јави паши да му долазе 40 људи који желе да се поклоне. Турска војска је пустила Никца са људима у логор, пратећи их до пашиног шатора. Када су се приближили шатору повадили су кубуре и напали Турке. Никац је том приликом лично убио Осман-пашу. Када је Никац усмртио пашу покушали су да се пробију из логора, тада је Турке напала и црногорска војска. Из Турског логора успјела су се извући шесторица јунака, мећу којима је био и Никац од Ровина, који је задобио осам рана. Надахнути подвигом славнога Никца, црногорци су тада извојевали велику побједу и одбранили се. Рањенога Никца после боја одниијели су у село Доброту, гдје су му видали ране. Када се опоравио вратио се у Цуце.
Највећи Никчев подвиг опјеван је у пјесми "Синови Обилића", и коме је Његош посветио пету пјесму своје "Свободијаде".
Поноси се, Горо Црна,
свети храме српске славе!
Док свободе твоје гњездо
излежује соколове
како Никца од Ровинах
и његово друштво храбро,
свагда ће ти пред оружјем
противника сила падат,
и вјенчеве бојем плетне
твоја хитра брати рука.

## Смрт Никца од Ровина
Познато је да је Никац наплаћивао харач од никшићких Турака тј. од Хамзе капетана. Пошто је Никац био страх и трепет за Турке, Хамза је то прихватио, али томе се једном приликом успротивио Јашар Бабић, који је заједно са својом четом кренуо да заплијени стоку од Никца. Рано у зору сусрели су се и обојица су у исто вријеме испалили џефердар па су заједно у истом тренутку погинули. Никчева смрт је опјевана у народној епској пјесми Смрт Никца од Ровинах.
Ево Никца, турска буљубашо,
ђе је био, он се није крио!"
Трче они један пут другога.
сретоше се у бијеле овце -
једанак им пукли џефердари,
оба мртви пали међу овце''

## Орден
Петар II Петровић Његош је хтио да установи орден за јунаштво по Никцу од Ровина, као највећем црногорском јунаку. Међутим, сенатори Филип Ђурашковић и Стеван Перков Вукотић су предложили да се медаља не зове по Никцу већ по Милошу Обилићу, јер како су рекли Милош је убио цара а Никац пашу, и тако је и остало па је од тада уведена чувена Обилића медаља за јунаштво.
То приликом Филип Ђурашковић је казао:
 " Немој, господаре, на тај орден метати Никца од Ровина, не зато што то он не заслужује, већ зато што не би ваљало да лик једног свог поданика буде носиш ти, владико, на прсима." 
Док је Стеван Перков Вукотић рекао:
 " Право збори Филип, господаре. Кад би ставио на тај орден Никца Томановића, не би се могло живо остати од хвале Томановића. Свака би њихова баба рекла: Ето, и владика носи на прсима нашег Никца, но, кад си ријешио да успоставиш велики јуначки орден, ти стави лик Обилића. Никац је убио пашу, а обилић цара, и нека се тај орден зове "Обилића медаља". " 